# Радивоевич, Бранко
Бра́нко Радиво́евич (словац. Branko Radivojevič; 24 ноября 1980, Пьештяни, Чехословакия) — словацкий хоккеист сербского происхождения, правый нападающий. Спортивный менеджер «Дуклы».

## Биография
Воспитанник тренчинской «Дуклы». В 1995—1998 гг. играл за юношескую команду клуба, провёл также один матч за взрослую команду клуба.
На драфте ОХЛ 1998 был выбран в 1-м раунде под общим 49-м номером клубом «Бельвиль Буллс» и в 1998—2001 гг. играл за эту команду в хоккейной лиге Онтарио.
В 1999 году был выбран «Колорадо» в третьем раунде драфта под общим 93-м номером.
С 2001 года играл в НХЛ за команды «Финикс», «Филадельфия» и «Миннесота». Всего в НХЛ в 2001—2008 гг. провёл 393 игры и набрал 120 (52 + 68) очков. В сезоне 2001/02 также играл в АХЛ за «Спрингфилд Фэлконс», а в локаутном сезоне 2004/2005 выступал за чешский «Всетин» и шведский «Лулео».
В 2008 году перешёл в московский «Спартак», где сразу стал лидером команды и любимцем болельщиков, со временем стал ассистентом капитана, а позже и капитаном команды.
Участник матчей звёзд КХЛ в 2009-м и 2010-м годах.
В сезоне КХЛ 2011/2012 выступал в мытищинском «Атланте», после чего вернулся в «Спартак», где вновь был выбран капитаном команды. Проведя лишь один сезон в рядах красно-белых, 25 мая покинул команду. По словам агента хоккеиста, контракт со «Спартаком» был расторгнут по инициативе клуба.
В июле 2013 года, на правах свободного агента, подписал контракт с нижнекамским «Нефтехимиком»; 22 октября 2013 клуб расторг с ним контракт.
24 октября перебрался в братиславский «Слован», подписав контракт до конца сезона.

## Карьера в сборной
В составе национальной сборной участник ряда крупных международных турниров: Кубка мира 2004, чемпионатов мира 2003, в котором стал обладателем бронзовой медали, 2007, 2009 и 2012, в котором стал обладателем серебряной медали, Олимпиады-2010 (4-е место). Также участник молодёжного чемпионата мира 2000 года.

## Личная жизнь
Женат и имеет двух детей. Жена Яна. Сыновья Лука и Матия.

## Достижения
- Медаль Президента Словацкой Республики (14 мая 2003 года)[8]
- Чемпион OHL 1998/1999 в составе «Бельвиль Буллз»
- Обладатель Джим Мэйхон Мемориал Трофи 2000/2001
- Бронзовый призёр Чемпионата мира 2003 года
- Серебряный призёр Чемпионата мира 2012 года
- Чемпион Чешской экстралиги 2015/2016 в составе «Били Тигржи»
- Серебряный призёр Чешской экстралиги 2016/2017 в составе «Били Тигржи»
- Серебряный призёр Словацкой экстралиги 2017/2018 в составе ХК «Дукла» (Тренчин)